# Вацлав Єжевський
Вацлав Єжевський (пол. Wacław Jerzewski; нар. 9 жовтня 1907, Лодзь, Російська імперія — пом. 31 травня 1968, Паб'яниці, Польща) — польський футболіст, виступав на позиції захисника.

## Життєпис
Вихованець клубу «З'єдночоне» (Лодзь), виступав у першолігових клубах — ЛКС (Лодзь) та «Погонь» (Львів), в останньому з них у 1938—1939 роках був граючим тренером.
Учасник вересневої кампанії, вступив до армії генерала Андерса, у складі якої браву часть у битвах під Тобруком та Монте-Кассіно. По завершенні війни повернувся до Польщі, де до кінця життя працював інструктором у клубі «Влокнярж» (Лодзь).